# Silniční mostek (Kájov)
Silniční mostek je velmi hodnotný kamenný klenutý mostek přes Polečnici na staré poutní pěší cestě z Českého Krumlova do Kájova, který je ve zděné podobě prokazatelně doložený v 19. století. Mostek je chráněnou kulturní památkou s rejstříkovým číslem v ÚSKP 36548/3-1325.

## Popis
Mostek se nachází na východním okraji obce a přemosťuje potok Polečnici v bezprostřední blízkosti novodobého mostu č. 39-015 na silnici Český Krumlov – Hořice na Šumavě. Svou osou je situován ve směru východ–západ. Je konstruován jako masívní, kamenný, jednoobloukový, kolmý, s křídly. V současné době je bez zídek a omítek. Délka mostu je 13,4 m, šířka 2,7 m a výška 3,4 m. Mostek nemá pravidelný tvar, na koncích se mírně rozšiřuje.
Mostní otvor je tvořen polokruhovou klenbou, jejíž paty sahají až k terénu bočních svahů koryta potoka. Vrcholnice klenby je vodorovná, zhruba 2,95 m nad dnem koryta a 0,48 m pod současnou horní plochou mostku. Klenba je vyzděna z plochého lomového kamene výšek 37 až 48 cm. Vnější část spár je většinou vyplněna betonem. Koryto potoka pod mostem je neupravené, kamenitopísčité. Voda protéká pod mostem od jihu k severu.

## Historie
Mostek v průběhu dob procházel četnými změnami. Dle kolorované rytiny z roku 1660 zde bývala jen prostá dřevěná lávka, dle mapy z doby kolem 1700 zde byla dřevěná krytá lávka. Ikonograficky doložený ve zděné podobě je v 19. století. Podle fotografie Josefa Seidla z počátku 20. století zde byl kamenný obloukový most se zídkami a dvěma kapličkami proti sobě v ose mostu. Tento stav je zachycen také na fotografii Josefa Wolfa z první republiky, na níž je vyobrazena i původní poutní cesta s dochovaným Růžencovým sloupkem. Z původní poutní cesty vedoucí z Kájova do Českého Krumlova se dochoval pouze tento úsek, který byl v roce 2004 prohlášen za kulturní památku. Jeho velmi potřebná rekonstrukce se již delší dobu plánuje.

## Galerie

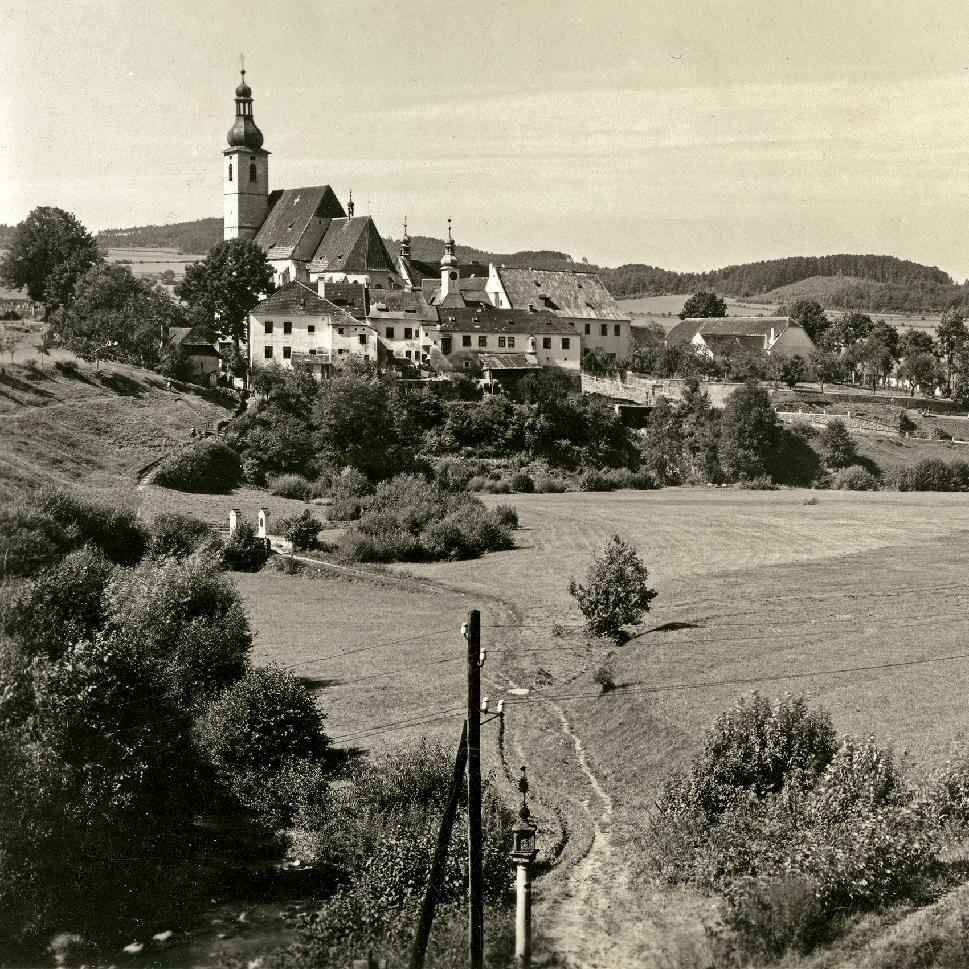
Poutní cesta ve třicátých letech 20. století (Kájov)
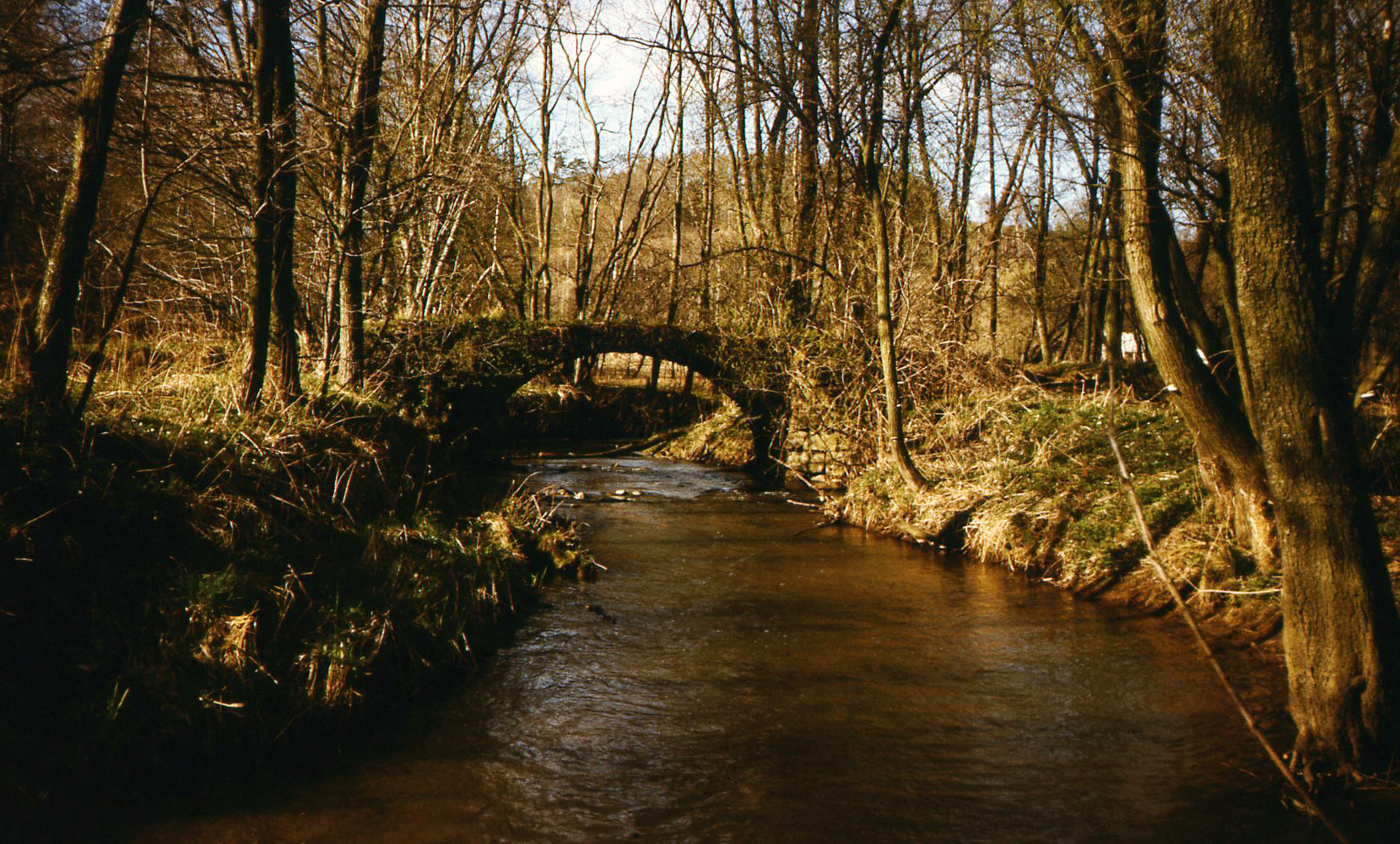
Poutní mostek v roce 1982
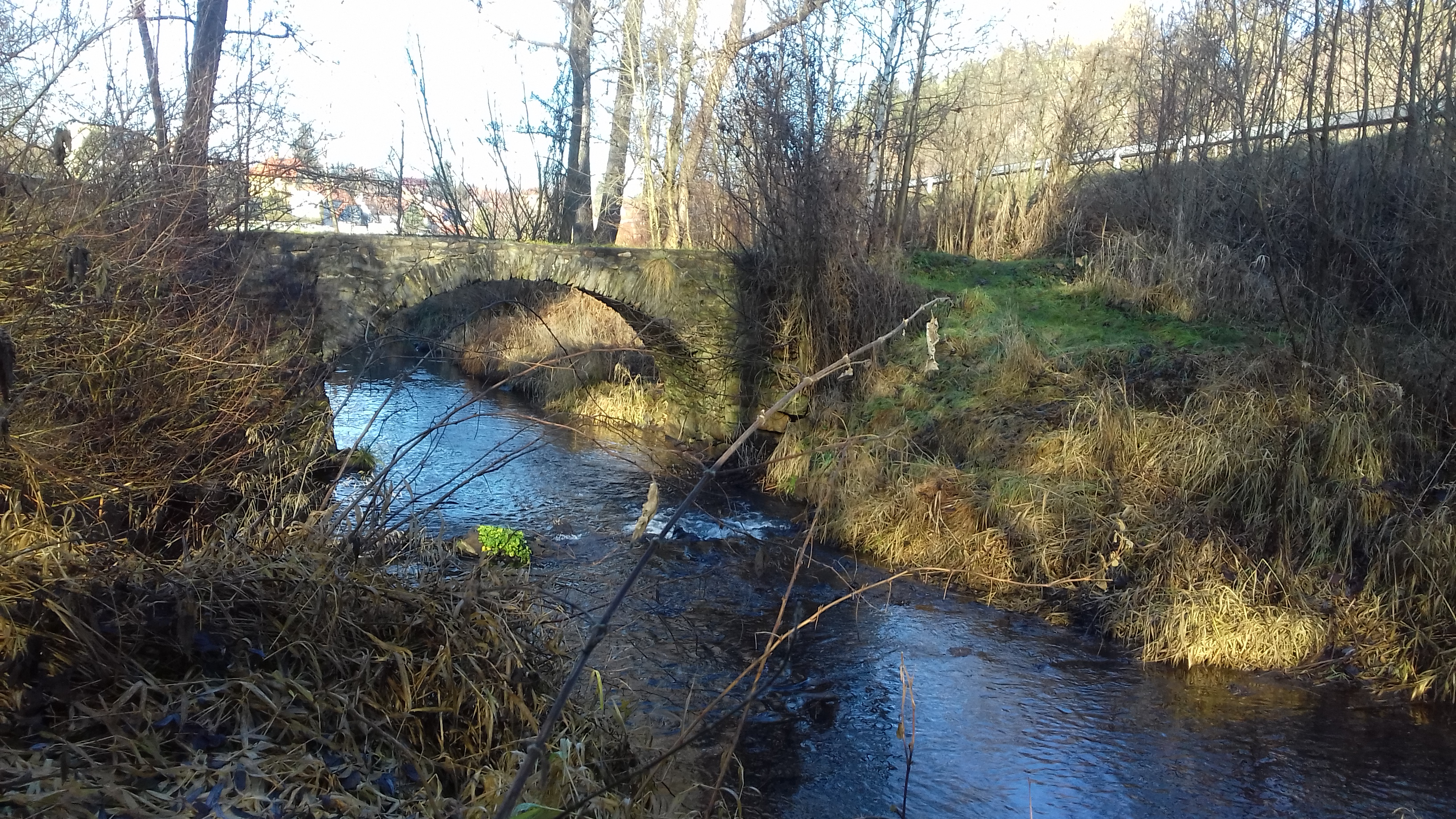
Paměť krajiny (Kájov)
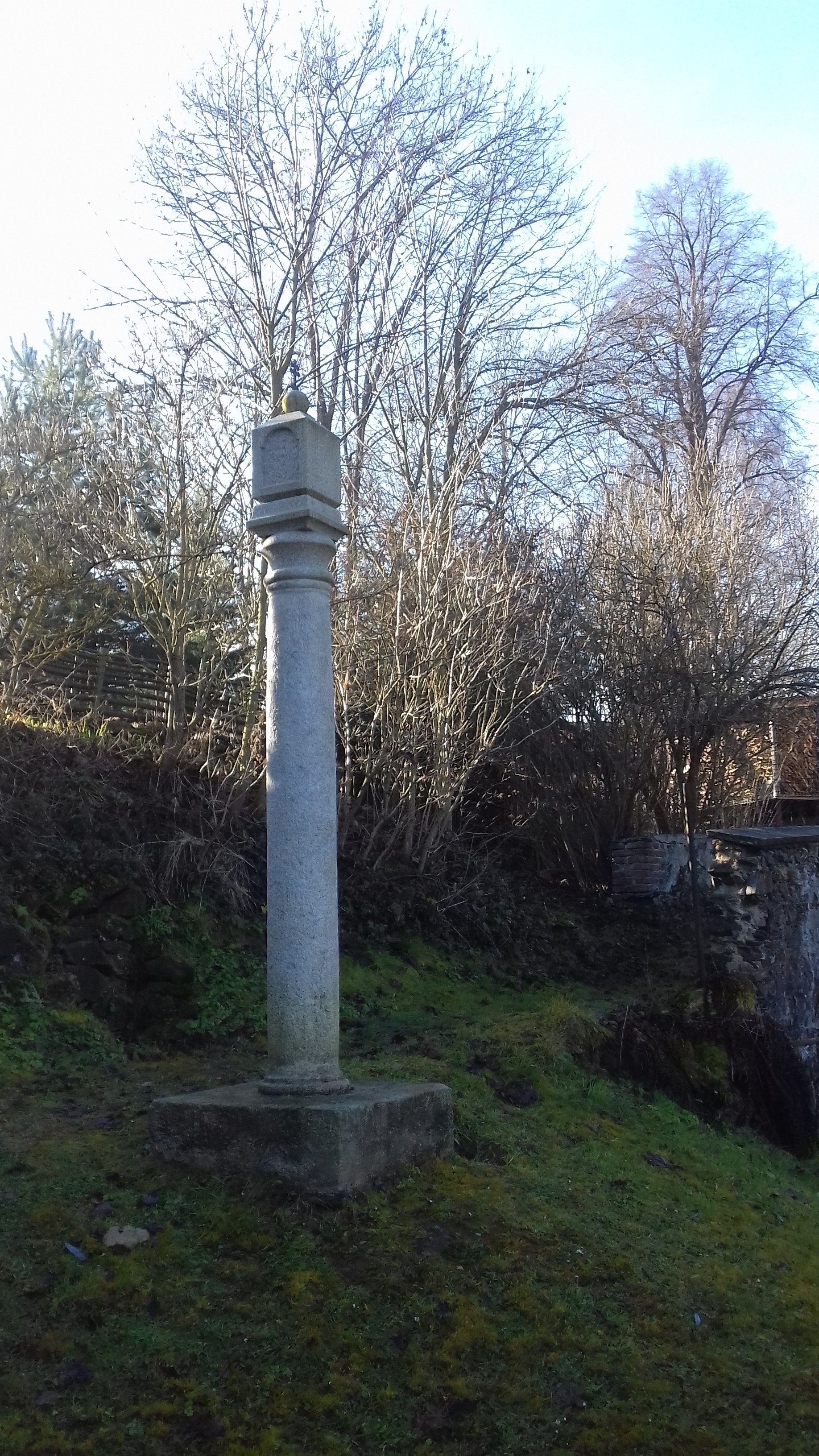
Růžencové zastavení na poutní cestě (Kájov)
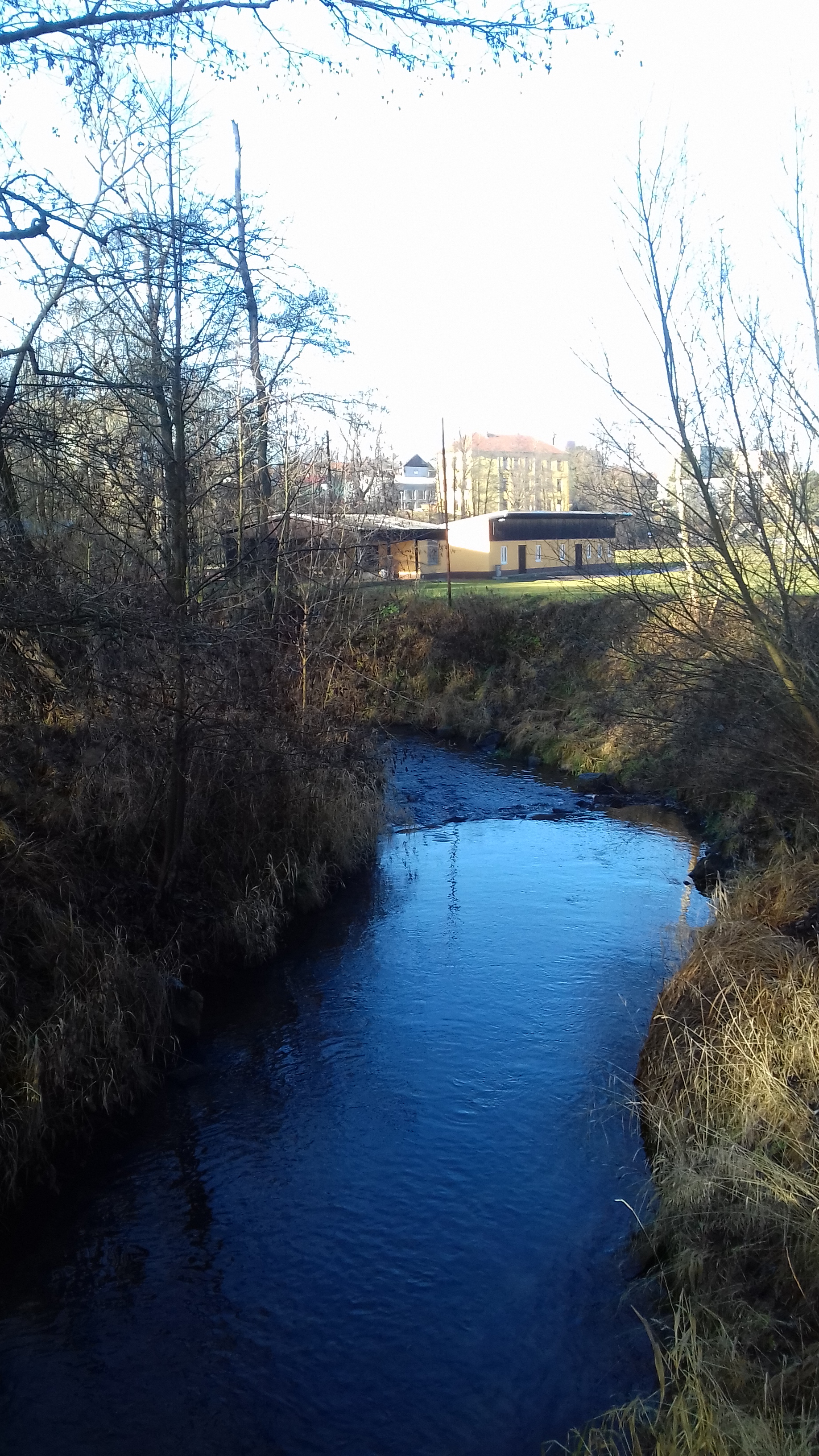
Pohled z poutního mostku na Kájov (Polečnice)
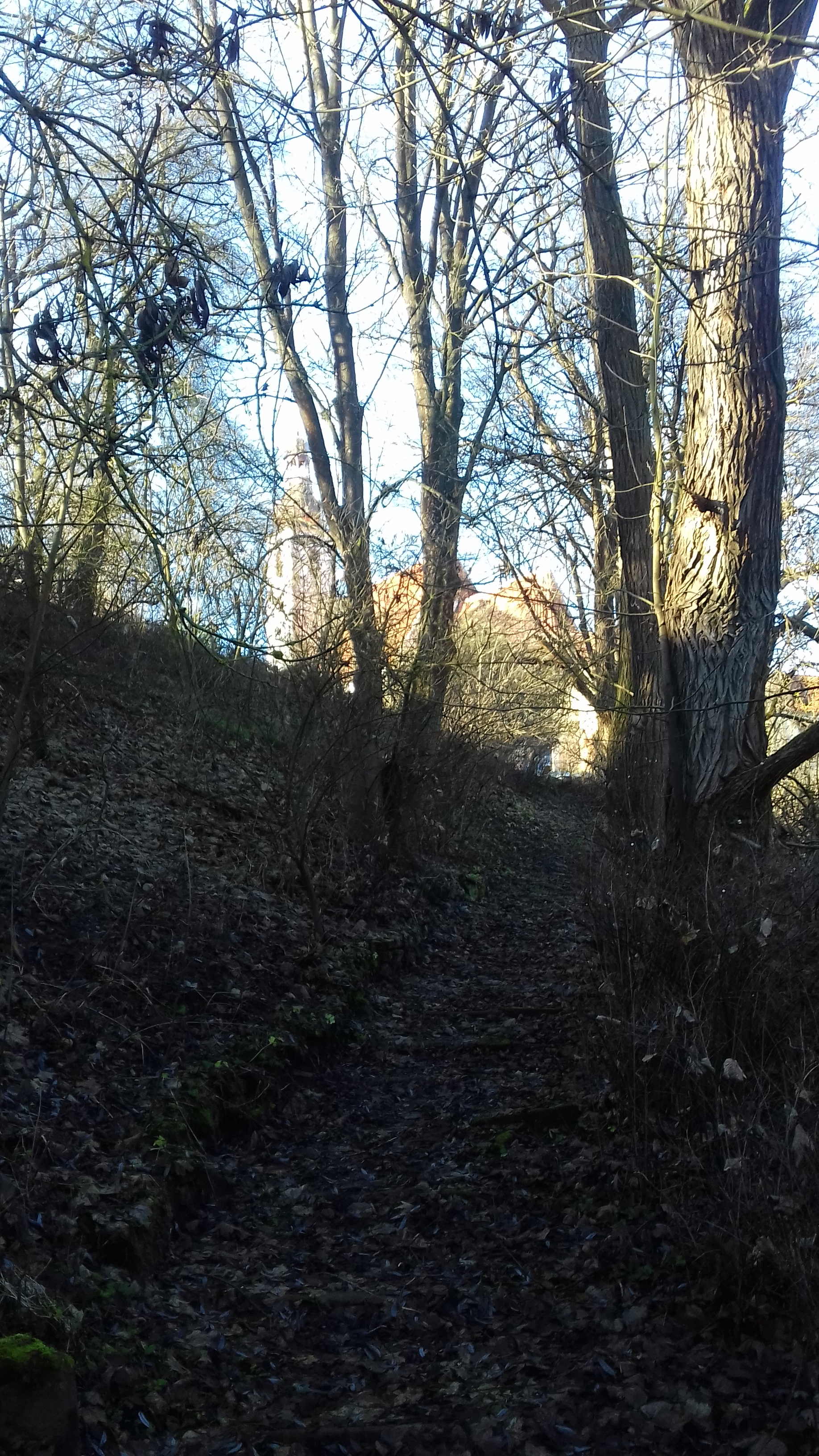
Poutní cestou k poutnímu místu